# アジアプレス・インターナショナル
アジアプレス・インターナショナル（ASIAPRESS INTERNATIONAL）は、日本の報道通信社である。大阪市北区と東京都中野区にそれぞれ代表オフィスをおいている。結成は1987年。代表兼取締役・東京オフィス代表は野中章弘。大阪オフィス代表は石丸次郎。

## 概要
アジアプレス・インターナショナルは報道通信社であるが、一般に言われているニュース・エージェンシーやプロダクションとは形態が異なり、独立したフリーランスジャーナリストのネットワーク組織と位置づけられている。
日本人、中華人民共和国、大韓民国、朝鮮民主主義人民共和国、フィリピン、パキスタン出身者が所属している。
結成当初はフォトジャーナリズムを志向し、写真、文章による雑誌媒体への発表が主であったが、90年代からはビデオ・ジャーナリズムを表現手法として取り入れ、テレビでドキュメンタリーやニュースを制作、配信するようになった。日本の主要テレビ局のほか英国BBC、Channel4、ITV、米国 PBS、CBS、韓国KBS、MBCなど国外のテレビ局にも映像配信をおこなっている。ウェブ媒体の普及にともない、ウェブでのニュース配信にも力を入れるようになった。独自サイトでニュースを配信するほか、日本国内ではYahoo! JAPANのニュースにも記事を提供している。
独自報道サイトを運営し、ASIAPRESS NETWORK（アジアプレス・ネットワーク）と呼ばれるウェブ・ジャーナルを配信している。（一部有料記事）
2008年より、北朝鮮人自身が取材し、発信する出版物として、「リムジンガン」がアジアプレス出版部から定期刊行物として発行されている。（監修は石丸次郎）また、同アジアプレス・ネットワークのホームページ内ではウェブ版北朝鮮報道＋リムジンガン、北朝鮮報道（韓国語版）、リムジンガン英語版(Rimjin-gang)という形で、北朝鮮関連記事を配信している。
2007年末からBSデジタル放送BS11のニュース番組INsideOUT内において、代表の野中章弘によるInside Asiaというコーナーが始まった。（現在は終了）
2000年頃からドキュメンタリー映画制作も積極的におこなうようになり、メンバーらが制作した映画が国内外の様々なドキュメンタリー映画関連の賞を受賞するなどしている。中国人のドキュメンタリスト、映画監督の育成にも力をいれている。
2012年にシリアで取材中に死亡したジャーナリスト、山本美香は、過去にアジアプレスに在籍しており、ジャパンプレスに移籍後も、アジアプレス各メンバーとの交流は続いていた。
- 東京オフィス所在地：〒164-0003　東京都中野区東中野4-6-7　東中野307
- 大阪オフィス所在地：〒530-0021　大阪府大阪市北区浮田1-2-3 サヌカイトビル3F

## 主なメンバー
- 野中章弘（代表兼取締役）
- 石丸次郎（大阪オフィス代表）
- 柳本通彦（台北オフィス代表）
- 安海龍（ソウルオフィス代表）
- 綿井健陽
- 吉田敏浩
- 坂本卓
- 古居みずえ
- 玉本英子
- 金ヘギョン
- 小倉清子
- 刀川和也
- 大村一朗